# Lijst van olympische medaillewinnaars gymnastiek (ritmisch)
De ritmische sportgymnastiek is een van de drie disciplines binnen de olympische sport gymnastiek die op de Olympische Spelen worden beoefend. Deze pagina geeft de lijst van olympische medaillewinnaars in deze discipline.

## Vrouwen

### Meerkamp
| Editie | Goud   | Goud                      | Zilver | Zilver                  | Brons | Brons                |
| ------ | ------ | ------------------------- | ------ | ----------------------- | ----- | -------------------- |
| 1984   | CAN    | Lori Fung                 | ROU    | Doina Staiculescu       | FRG   | Regina Weber         |
| 1988   | URS    | Marina Lobatsj            | BUL    | Adriana Doenavska       | URS   | Alexandra Timosjenko |
| 1992   | EUN    | Alexandra Timosjenko      | ESP    | Carolina Pascual Gracía | EUN   | Oksana Skaldina      |
| 1996   | UKR    | Jekaterina Serebrjanskaja | RUS    | Janina Batyrsjina       | UKR   | Jelena Vitritsjenko  |
| 2000   | RUS    | Joelia Barsoekova         | BLR    | Julia Raskina           | RUS   | Alina Kabajeva       |
| 2004   | RUS    | Alina Kabajeva            | RUS    | Irina Tsjasjtsjina      | UKR   | Anna Bezsonova       |
| 2008   | RUS    | Jevgenia Kanajeva         | BLR    | Inna Zjoekova           | UKR   | Anna Bezsonova       |
| 2012   | RUS    | Jevgenia Kanajeva         | RUS    | Darija Dmitrijeva       | BLR   | Ljoebov Tsjarkasjina |
| 2016   | RUS    | Margarita Mamoen          | RUS    | Yana Koedryavtseva      | UKR   | Ganna Rizatdinova    |
| 2020   | Israël | Linoy Ashram              | ROC    | Dina Averina            | BLR   | Alina Harnasko       |
| 2024   | GER    | Darja Varfolomeev         | BUL    | Boryana Kaleyn          | ITA   | Sofia Raffaeli       |

| Land | Goud | Zilver | Brons |
| ---- | ---- | ------ | ----- |
| RUS  | 5    | 4      | 1     |
| UKR  | 1    | 0      | 4     |
| EUN  | 1    | 0      | 1     |
| URS  | 1    | 0      | 1     |
| CAN  | 1    | 0      | 0     |
| GER  | 1    | 0      | 0     |
| ISR  | 1    | 0      | 0     |
| BLR  | 0    | 2      | 2     |
| BUL  | 0    | 2      | 0     |
| ESP  | 0    | 1      | 0     |
| ROU  | 0    | 1      | 0     |
| ROC  | 0    | 1      | 0     |
| FRG  | 0    | 0      | 1     |
| ITA  | 0    | 0      | 1     |

Meervoudige medaillewinnaars
| Succesvolste                                                              | Meervoudige          |
| ------------------------------------------------------------------------- | -------------------- |
| 2-0-0 Jevgenia Kanajeva 1-0-1 Alina Kabajeva 1-0-1 / Alexandra Timosjenko | 0-0-2 Anna Bezsonova |

### Meerkamp, team
| Editie | Goud | Goud | Zilver | Zilver | Brons | Brons |
| ------ | ---- | --- | ------ | --- | ----- | --- |
| 1996   | ESP  | Marta Baldó Nuria Cabanillas Estela Giménez Lorena Guréndez Tania Lamarca Estíbaliz Martínez                  | BUL    | Ina Deltsjeva Valentina Kevlian Maria Koleva Maja Tabakova Ivelina Taleva Viara Vatasjka                             | RUS   | Jevgenija Botsjkarjeva Irina Dzjoeba Joelia Ivanova Angelina Joesjkova Jelena Krivosjey Olga Sjtyrenko           |
| 2000   | RUS  | Irina Belova Natalja Lavrova Maria Netejesova Viera Sjimanskaja Jelena Tsjalamova Irina Zilber                | BLR    | Tatjana Ananko Tatjana Bjelan Anna Glaskova Irina Iljenkova Maria Lazoek Olga Poezjevitsj                            | GRE   | Eirini Aindili Evangelia Christodoulou Maria Georgatou Zacharoula Karyami Charikleia Pantazi Anna Pollatou       |
| 2004   | RUS  | Olesja Beloegina Olga Glatskich Tatjana Koerbakova Natalja Lavrova Jelena Moerzina Jelena Posevina            | ITA    | Elisa Blanchi Fabrizia D'Ottavio Marinella Falca Daniela Masseroni Elisa Santoni Laura Vernizzi                      | BUL   | Zhaneta Ilieva Eleonora Kezhova Zornitsa Marinova Kristina Ranguelova Galina Tancheva Vladislava Tancheva        |
| 2008   | RUS  | Margarita Alijtsjoek Anna Gavrilenko Tatjana Gorboenova Jelena Posevina Daria Sjkoerichina Natalia Zoejeva    | CHN    | Cai Tongtong Chou Tao Lu Yuanyang Sui Jianshuang Sun Dan Zhang Shuo                                                  | BLR   | Olesja Baboechkina Anastasija Ivankova Zinaida Loenina GlafirA Martínovitsj Ksenia Sankovitsj Alina Toemilovitsj |
| 2012   | RUS  | Anastasia Bliznjoek Ksenia Doedkina Oeliana Donskova Alina Makarenko Anastasia Nazarenko Karolina Svastjanova | BLR    | Marina Hancharova Anastasija Ivankova Natalia Lechtsjoek Aliaksandra Narkevitsj Ksenia Sankovitsj Alina Toemilovitsj | ITA   | Elisa Blanchi Romina Laurito Marta Pagnini Elisa Santoni Anzhelika Savrayuk Andreea Stefanescu                   |
| 2016   | RUS  | Vera Birjoekova Anastasia Bliznjoek Anastasia Maksimova Anastasia Tatareva Maria Tolkatsjova                  | ESP    | Sandra Aguilar Artemi Gavezou Elena López Lourdes Mohedano Alejandra Quereda                                         | BUL   | Reneta Kamberova Lyubomira Kazanova Mihaela Maevska-Velichkova Tsvetelina Naydenova Hristiana Todorova           |
| 2020   | BUL  | Simona Dyankova Stefani Kiryakova Madlen Radukanova Laura Traets Erika Zafirova                               | ROC    | Anastasia Bliznjoek Anastasia Maksimova Angelina Sjkatova Anastasia Tatareva Alisa Tisjtsjenko                       | ITA   | Martina Centofanti Agnese Duranti Alessia Maurelli Daniela Mogurean Martina Santandrea                           |
| 2024   | CHN  | Ding Xinyi Guo Qiqi Hao Ting Huang Zhangjiayang Wang Lanjing                                                  | ISR    | Shani Bakanov Adar Friedmann Romi Paritzki Ofir Shaham Diana Svertsov                                                | ITA   | Martina Centofanti Agnese Duranti Alessia Maurelli Daniela Mogurean Laura Paris                                  |

| Land | Goud | Zilver | Brons |
| ---- | ---- | ------ | ----- |
| RUS  | 5    | 1      | 1     |
| BUL  | 1    | 1      | 2     |
| CHN  | 1    | 1      | 0     |
| ESP  | 1    | 1      | 0     |
| BLR  | 0    | 2      | 1     |
| ITA  | 0    | 1      | 3     |
| ISR  | 0    | 1      | 0     |
| ROC  | 0    | 1      | 0     |
| GRE  | 0    | 0      | 1     |

Meervoudige medaillewinnaars
| Succesvolste | Meervoudige |
| --- | --- |
| 2-1-0 / Anastasia Bliznjoek 2-0-0 Natalja Lavrova 2-0-0 Jelena Posevina 1-1-0 / Anastasia Maksimova 1-1-0 / Anastasia Tatareva | 0-1-1 Elisa Blanchi 0-1-1 Anastasija Ivankova 0-1-1 Ksenia Sankovitsj 0-1-1 Elisa Santoni 0-1-1 Alina Toemilovitsj 0-0-2 Martina Centofanti 0-0-2 Agnese Duranti 0-0-2 Alessia Maurelli 0-0-2 Daniela Mogurean |

Athene 1896 · 
Parijs 1900 · 
St. Louis 1904 · 
Londen 1908 · 
Stockholm 1912 · 
Antwerpen 1920 · 
Parijs 1924 · 
Amsterdam 1928 · 
Los Angeles 1932 · 
Berlijn 1936 · 
Londen 1948 · 
Helsinki 1952 · 
Melbourne 1956 · 
Rome 1960 · 
Tokio 1964 · 
Mexico-stad 1968 · 
München 1972 · 
Montréal 1976 · 
Moskou 1980 · 
Los Angeles 1984 · 
Seoel 1988 · 
Barcelona 1992 · 
Atlanta 1996 · 
Sydney 2000 · 
Athene 2004 · 
Peking 2008 · 
Londen 2012 · 
Rio de Janeiro 2016 ·
Tokio 2020 ·
Parijs 2024 ·
Los Angeles 2028
Medaillewinnaars: Ritmische gymnastiek · Trampolinespringen · Turnen